# Muhamed Abdagić
Muhamed Abdagić (Sjenica, 1916. – Novi Pazar, 1991.) bošnjački književnik. 

## Životopis
Sudjelovao je u NOR-u ali je stalno dolazio u sukob sa Partijom zbog suprostavljanja tzv. suđenjima po kratkom postupku. Zbog buntovništva je 1948. godine osuđen na robiju od deset godina koju nije cijelu odležao. Bio je jedan od rijetkih sandžačkih i uopšte bošnjačkih intelektualaca, političara i književnika koji je imao hrabrosti da u komunističkom sistemu vodi donkihotovsku borbu sa ondašnjim režimom od koga je uporno zahtijevao da njegov narod dobije ravnopravan status sa ostalih pet naroda. Dugo je bio omalovažavan i osporavan radi svojih političkih pogleda a danas ga smatraju jednim od najvećih bosanskih pisaca. U uspomenu na njega u Sjenici se svake godine održavaju Književni susreti "Muhamed Abdagić".

## Djela
- Feniks:Život Šaćirov Prije Objave (1966.)
- Duge Studene Zime (1981.),
- Zvučni zid
- Feniks I
- Feniks II
- Zemlja

Zbirka pripovijedaka:
- Zemlja (1975.)

Pjesme:
- Lutajući Brod (1981.).
- “Iza Moreno”(1993.)